# John Archdale
John Archdale (* 5. März 1642 in England; begraben 4. Juli 1717 in Buckinghamshire, England) war ein englischer Kolonialpolitiker und Gouverneur der Province of Carolina.

## Lebenslauf
John Archdale war ein Sohn des Londoner Kaufmanns Thomas Archdale und dessen Frau Mary Nevill. Über seine Jugend und Schulausbildung ist nichts überliefert. Er besaß ein Anwesen in Buckinghamshire und schloss sich in den 1670er Jahren der Quäkerbewegung an. Im Jahr 1673 heiratete er die Witwe Ann Cary, mit der er vier Kinder hatte. Ein Sohn aus der ersten Ehe seiner Frau war Thomas Cary, der später Kolonialgouverneur in North Carolina werden sollte. 1664 kam er erstmals in die englischen Kolonien in Amerika, als er für ein Jahr die Interessen seines Schwagers im heutigen US-Staat Maine vertrat. Anschließend kehrte er nach England zurück. Im Jahr 1683 ließ er sich in der Province of Carolina nieder, wo er später in deren nördlichen Teil, dem heutigen US-Bundesstaat North Carolina, das Amt des stellvertretenden Kolonialgouverneurs übernahm. Zwischen 1683 und 1686 übte er zeitweise in Vertretung des abwesenden Seth Sothel das Amt des dortigen Gouverneurs aus. Zwischen dem 17. August 1695 und dem 29. Oktober 1696 war er Gouverneur des südlichen Teils der Province of Carolina, dem heutigen US-Staat South Carolina. Er war dort der Nachfolger von Joseph Blake. Als Gouverneur versuchte er ausgleichend zwischen den opponierenden Kräften in der Kolonie zu vermitteln. Er ging auch mit den Indianern freundlich um und er reformierte den kolonialen Verwaltungsrat (Council). Auf der anderen Seite lehnte er Forderungen der Kolonisten nach Steuererleichterungen und mehr Autonomie ab. Darüber hinaus schloss er die Hugenotten vom kolonialen Parlament aus. Im Oktober 1696 segelte er nach England und gab damit faktisch sein Amt auf. In South Carolina wurde sein Vorgänger Joseph Blake auch wieder sein Nachfolger. Einige Quellen benennen Blake als seinen Neffen andere als seinen Cousin. Ein Verwandtschaftsverhältnis zwischen den beiden scheint es also gegeben zu haben. John Archdale kehrte nie wieder nach Carolina zurück. Er starb Ende Juni oder Anfang Juli 1717 und wurde am 4. Juli in High Wycombe Church in Buckinghamshire beigesetzt.